# Basketbal na Letních olympijských hrách 1988

## Turnaj mužů
| Zlato   | Sovětský svaz (URS)          |
| Stříbro | Jugoslávie (YUG)             |
| Bronz   | Spojené státy americké (USA) |

Turnaj se odehrál v rámci XXIV. olympijské hry ve dnech 17. - 30. září 1988 v Soulu.
Turnaje se zúčastnilo 12 mužstev, rozdělených do dvou šestičlenných skupin ze, z nichž první čtyři postoupily do play off, kde se hrálo o medaile. Týmy, které skončily ve skupině na pátém a šestém místě, hrály o 9. - 12. místo. Olympijským vítězem se stalo mužstvo Sovětského svazu.

### Skupina A
|    |                         | YUG    | URS    | AUS    | PUR    | CAF    | KOR    | V | P | Skóre   | B |
| 1. | Jugoslávie              | ***    | 92:79  | 98:78  | 72:74  | 102:61 | 104:92 | 4 | 1 | 468:384 | 9 |
| 2. | SSSR                    | 79:92  | ***    | 91:69  | 93:81p | 87:78  | 110:73 | 4 | 1 | 460:393 | 9 |
| 3. | Austrálie               | 78:98  | 69:91  | ***    | 81:77  | 106:67 | 95:75  | 3 | 2 | 429:408 | 8 |
| 4. | Portoriko               | 74:72  | 81:93p | 77:81  | ***    | 71:67  | 79:74  | 3 | 2 | 382:387 | 8 |
| 5. | Středoafrická republika | 61:102 | 78:87  | 67:106 | 67:71  | ***    | 73:70  | 1 | 4 | 346:436 | 6 |
| 6. | Jižní Korea             | 92:104 | 73:110 | 75:95  | 74:79  | 70:73  | ***    | 0 | 5 | 384:461 | 5 |

 Austrálie -  Portoriko 81:77 (50:36)
18. září 1988 - Soul
 Středoafrická republika -  Jižní Korea 73:70 (47:30)
18. září 1988 - Soul
 Jugoslávie -  SSSR 92:79 (39:33)
18. září 1988 - Soul
 Portoriko -  Jižní Korea 79:74 (41:44)
20. září 1988 - Soul
 Jugoslávie -  Středoafrická republika 102:61 (51:21)
20. září 1988 - Soul
 SSSR -  Austrálie 91:69 (53:35)
20. září 1988 - Soul
 Jugoslávie -  Jižní Korea 104:92 (48:46)
21. září 1988 - Soul
 SSSR -  Portoriko 93:81p (37:39, 76:76)
21. září 1988 - Soul
 Austrálie -  Středoafrická republika 106:67 (57:35)
21. září 1988 - Soul
 Portoriko -  Středoafrická republika 71:67 (37:41)
23. září 1988 - Soul
 SSSR -  Jižní Korea 110:73 (59:38)
23. září 1988 - Soul
 Jugoslávie -  Austrálie 98:78 (52:43)
23. září 1988 - Soul
 Austrálie -  Jižní Korea 95:75 (39:51)
24. září 1988 - Soul
 SSSR -  Středoafrická republika 87:78 (40:31)
24. září 1988 - Soul
 Portoriko -  Jugoslávie 74:72 (36:37)
24. září 1988 - Soul

### Skupina B
|    |           | USA    | ESP     | BRA     | CAN     | CHN     | EGY    | V | P | Skóre   | B  |
| 1. | USA       | ***    | 97:53   | 102:87  | 76:70   | 108:57  | 102:35 | 5 | 0 | 487:302 | 10 |
| 2. | Španělsko | 53:97  | ***     | 118:110 | 94:84   | 106:74  | 113:70 | 4 | 1 | 484:435 | 9  |
| 3. | Brazílie  | 87:102 | 110:118 | ***     | 125:109 | 130:108 | 138:85 | 3 | 2 | 590:522 | 8  |
| 4. | Kanada    | 70:76  | 84:94   | 109:125 | ***     | 99:96   | 117:64 | 2 | 3 | 479:455 | 7  |
| 5. | Čína      | 57:108 | 74:106  | 108:130 | 96:99   | ***     | 98:84  | 1 | 4 | 433:527 | 6  |
| 6. | Egypt     | 35:102 | 70:113  | 85:138  | 64:117  | 84:98   | ***    | 0 | 5 | 338:568 | 5  |

 Čína -  Egypt 96:84 (47:43)
17. září 1988 - Soul
 Brazílie -  Kanada 125:109 (56:45)
17. září 1988 - Soul
 USA -  Španělsko 97:53 (48:32)
18. září 1988 - Soul
 Brazílie -  Čína 130:108 (72:61)
20. září 1988 - Soul
 USA -  Kanada 76:70 (40:42)
20. září 1988 - Soul
 Španělsko -  Egypt 113:70 (57:44)
20. září 1988 - Soul
 USA -  Brazílie 102:87 (63:55)
21. září 1988 - Soul
 Kanada -  Egypt 117:64 (61:32)
21. září 1988 - Soul
 Španělsko -  Čína 106:74 (59:43)
21. září 1988 - Soul
 Španělsko -  Kanada 94:84 (45:51)
23. září 1988 - Soul
 Brazílie -  Egypt 138:85 (66:38)
23. září 1988 - Soul
 USA -  Čína 108:57 (59:26)
23. září 1988 - Soul
 Kanada -  Čína 99:96 (56:52)
24. září 1988 - Soul
 USA -  Egypt 102:35 (62:21)
24. září 1988 - Soul
 Španělsko -  Brazílie 118:110 (61:57)
24. září 1988 - Soul

### Play off

#### Čtvrtfinále
Jugoslávie -  Kanada 96:73 (40:26)
26. září 1988 - Soul
 USA -  Portoriko 94:57 (48:28)
26. září 1988 - Soul
 SSSR -  Brazílie 110:105 (53:58)
26. září 1988 - Soul
 Austrálie -  Španělsko 77:74 (41:40)

#### Semifinále
SSSR -  USA 82:76 (47:37)
28. září 1988 - Soul
 Jugoslávie -  Austrálie 91:70 (44:31)
28. září 1988 - Soul

#### Finále
SSSR -  Jugoslávie 76:63 (31:28)
30. září 1988 - Soul

#### O 3. místo
USA -  Austrálie 78: 49 (52:29)
29. září 1988 - Soul

#### O 5. – 8. místo
Brazílie -  Portoriko 104:86 (51:39)
28. září 1988 - Soul
 Kanada -  Španělsko 96:91 (41:42)
28. září 1988 - Soul

#### O 5. místo
Brazílie -  Kanada 106:90 (43:39)
30. září 1988 - Soul

#### O 7. místo
Portoriko -  Španělsko 93:92 (47:45)
29. září 1988 - Soul

#### O 9. – 12. místo
Středoafrická republika -  Egypt 63:57 (33:31)
26. září 1988 - Soul
 Jižní Korea -  Čína 93:90 (47:48)
26. září 1988 - Soul

#### O 9. místo
Jižní Korea -  Středoafrická republika 89:81 (43:41)
29. září 1988 - Soul

#### O 11. místo
Čína - Egypt 97:75 (56:42)
29. září 1988 - Soul

### Soupisky
1.  SSSR
| - Alexandr Volkov - Tiit Sokk - Savuras Tarakanov - Šarūnas Marčiulionis | - Igors Miglinieks - Valerij Tichoněnko - Rimas Kurtinaitis - Arvydas Sabonis | - Viktor Pankraškin - Valdemaras Chomičius - Alexandr Bělostěnnyj - Valerij Geborov |

2.  Jugoslávie
| - Dražen Petrović - Zdravko Radulovič - Zoran Cutura - Toni Kukoč | - Žarko Paspalj - Želimir Obradovič - Jure Zdovc - Stojan Vrankovič | - Vlade Divac - Franjo Arapovič - Dino Radja - Danko Cvjetičanin |

3.  USA
| - Mitchell Richmond - Charles E. Smith - Vernell Coles - Hersey Hawkins | - Jeffrey Grayer - Charles D. Smith - Willie Anderson - Stacey Augmon | - Daniel Mayerle - Danny Manning - Herman Ried - David Robinson |

### Konečné pořadí (muži)
| XXIV. | Olympijské hry          | Z | V | P | Skóre    | B  |
| ----- | ----------------------- | - | - | - | -------- | -- |
| 1.    | SSSR                    | 8 | 7 | 1 | 728: 637 | 15 |
| 2.    | Jugoslávie              | 8 | 6 | 2 | 718: 603 | 14 |
| 3.    | USA                     | 8 | 7 | 1 | 733: 490 | 15 |
| 4.    | Austrálie               | 8 | 4 | 4 | 625: 651 | 12 |
| 5.    | Brazílie                | 8 | 5 | 3 | 905: 808 | 13 |
| 6.    | Kanada                  | 8 | 3 | 5 | 738: 748 | 11 |
| 7.    | Portoriko               | 8 | 4 | 4 | 618: 677 | 12 |
| 8.    | Španělsko               | 8 | 4 | 4 | 741: 701 | 12 |
| 9.    | Jižní Korea             | 7 | 2 | 5 | 566: 632 | 9  |
| 10.   | Středoafrická republika | 7 | 2 | 5 | 490: 582 | 9  |
| 11.   | Čína                    | 7 | 2 | 5 | 618: 695 | 9  |
| 12.   | Egypt                   | 7 | 0 | 7 | 470: 726 | 7  |

## Turnaj žen
| Zlato   | Spojené státy americké (USA) |
| Stříbro | Jugoslávie (YUG)             |
| Bronz   | Sovětský svaz (URS)          |

Turnaj se odehrál v rámci XXIV. olympijské hry ve dnech 17. - 30. září 1988 v Soulu.
Turnaje se zúčastnilo 8 družstev, rozdělených do dvou čtyřčlenných skupin. První dva týmy postoupily do play off o medaile, týmy na třetím a čtvrtém místě hrály 5. - 8. místo. Olympijským vítězem se stalo družstvo Spojených států.

### Skupina A
|    |             | AUS   | URS   | BUL   | KOR   | V | P | Skóre   | B |
| 1. | Austrálie   | ***   | 60:48 | 63:57 | 55:91 | 2 | 1 | 217:241 | 5 |
| 2. | SSSR        | 48:60 | ***   | 91:62 | 69:66 | 2 | 1 | 208:188 | 5 |
| 3. | Bulharsko   | 57:63 | 62:91 | ***   | 98:87 | 1 | 2 | 217:241 | 4 |
| 4. | Jižní Korea | 91:55 | 66:69 | 87:98 | ***   | 1 | 2 | 244:232 | 4 |

 SSSR -  Bulharsko 91:62 (50:26)
19. září 1988 – Soul
 Korejská republika -  Austrálie 91:55 (41:20)
19. září 1988 – Soul
 SSSR -  Jižní Korea 69:66 (33:35)
22. září 1988 – Soul
 Austrálie -  Bulharsko 63:57 (31:30)
22. září 1988 – Soul
 Bulharsko -  Jižní Korea 98:87 (48:51)
25. září 1988 – Soul
 Austrálie -  SSSR 60:48 (30:30)
25. září 1988 – Soul

### Skupina B
|    |            | USA    | YUG    | CHN   | TCH   | V | P | Skóre   | B |
| 1. | USA        | ***    | 101:74 | 94:79 | 87:81 | 3 | 0 | 282:234 | 6 |
| 2. | Jugoslávie | 74:101 | ***    | 56:53 | 69:57 | 2 | 1 | 199:211 | 5 |
| 3. | Čína       | 79:94  | 53:56  | ***   | 68:64 | 1 | 2 | 200:214 | 4 |
| 4. | ČSSR       | 81:87  | 57:69  | 64:68 | ***   | 0 | 3 | 202:224 | 3 |

 USA -  Československo 87:81 (37:39)
19. září 1988 – Soul
 Jugoslávie -  Čína 56:53 (35:32)
19. září 1988 – Soul
 USA -  Jugoslávie 101:74 (55:40)
22. září 1988 – Soul
 Čína -  Československo 68:64 (36:36)
22. září 1988 – Soul
 Jugoslávie -  Československo 69:57 (41:15)
25. září 1988 – Soul
 USA -  Čína 94:79 (46:37)
25. září 1988 – Soul

### Play off

#### Semifinále
Jugoslávie - Austrálie 57:56 (32:30)
27. září 1988 – Soul
 USA -  SSSR 102:88 (50:39)
27. září 1988 – Soul

#### Finále
USA -  Jugoslávie 77:70 (42:36)
29. září 1988 – Soul

#### O 3. místo
SSSR -  Austrálie 68:53 (32:21)
28. září 1988 – Soul

#### O 5. – 8. místo
Čína -  Jižní Korea 95:97 (43:38, 85:85)
27. září 1988 – Soul
 Bulharsko -  Československo 81:78 (49:42)
27. září 1988 – Soul

#### O 5. místo
Bulharsko -  Čína 102:74 (53:19)
29. září 1988 – Soul

#### O 7. místo
Jižní Korea -  Československo 77:59 (41:26)
28. září 1988 – Soul

### Soupisky
1.  USA
| - Teresa Edwardsová - Mary Ethridgeová - Cynthia Brownová - Anne Donovanová | - Terese Weatherspoonová - Bridgette Gordonová - Vidtoria Bullettová - Andrea Lloydová | - Katrina McClainová - Jennifer Gillomová - Cynthia Cooperová - Suzanne McConnellová |

2.  Jugoslávie
| - Stojna Vangolovská - Mara Lakičová - Zana Lalasová - Eleanora Wildová | - Kornelia Kvesičová - Danira Nakičová - Sladjana Goličová - Polona Dorniková | - Razija Mujanovičová - Vesna Bajkusová - Andelija Arbutinová - Bojana Miloševičová |

3.  SSSR
| - Olga Jevkovová - Irina Guerlicová - Olesia Barelová - Irina Sumniková | - Olga Burjakinová - Olga Jakovlevová - Irina Minchová - Alexandra Leonová | - Jelena Rudačevová - Vitalija Tumajteová - Natalja Zaluská - Galina Savická |

8.  Československo
| - Svatava Kysilková - Alena Kašová - Eva Kalužáková - Eva Berková | - Zora Brziaková - Erika Dobrovičová - Anna Janoštinová - Eva Křížová | - Zuzana Hájková - Ivana Nováková - Irma Valová - Hana Zarevúcká |

### Konečné pořadí (ženy)
| XXIV. | Olympijské hry | Z | V | P | Skóre    | B  |
| ----- | -------------- | - | - | - | -------- | -- |
| 1.    | USA            | 5 | 5 | 0 | 461: 392 | 10 |
| 2.    | Jugoslávie     | 5 | 3 | 2 | 326: 344 | 8  |
| 3.    | SSSR           | 5 | 3 | 2 | 364: 343 | 8  |
| 4.    | Austrálie      | 5 | 2 | 3 | 287: 321 | 7  |
| 5.    | Bulharsko      | 5 | 3 | 2 | 400: 393 | 8  |
| 6.    | Čína           | 5 | 2 | 3 | 371: 411 | 7  |
| 7.    | Jižní Korea    | 5 | 2 | 3 | 416: 378 | 7  |
| 8.    | ČSSR           | 5 | 0 | 5 | 339: 382 | 5  |